# Hampton Bluffs
Die Hampton Bluffs sind drei Felsenkliffs an der Nordenskjöld-Küste des Grahamlands auf der Antarktischen Halbinsel. Sie ragen am Ostufer des Larsen Inlet auf.
Vermessungen des Falkland Islands Dependencies Survey (FIDS) aus den Jahren von 1960 bis 1961 dienten ihrer Kartierung. Das UK Antarctic Place-Names Committee benannte sie 1964 nach Ian Francis Glynne Hampton (* 1936), Arzt des FIDS auf der Station in der Hope Bay in den Jahren 1959 und 1960.